# إسحاق كومنينوس (ابن يوحنا الثاني)
إسحاق كومنينوس أو كومنين ((باليونانية: Ἰσαάκιος Κομνηνός)‏ (باللاتينية: Isaakios Komnēnos)، حوالي 1113  1113 – بعد 1146)، كان الابن الثالث للإمبراطور البيزنطي يوحنا الثاني كومنينوس من زوجته إيرين المجرية. تم تجاوزه من قبل والده لصالح أخيه الأصغر مانويل الأول كومنينوس للخلافة، مما أدى إلى علاقة متوترة بين الأخوين بعد ذلك. شارك في حملات والده وشقيقه في آسيا الصغرى، وكان ملتزمًا بشدة بالبطريرك كوزماس الثاني من القسطنطينية (Cosmas II of Constantinople)، ولكن لم يعرف سوى القليل عن حياته.